# Bergbau im Kreis Herford

Städte und Gemeinden im Kreis Herford

Der Bergbau im Kreis Herford fokussierte sich auf Eisenerz, das als „Eisenstein“ bezeichnet wurde.

## Geschichte
Im Jahre 1861 erhielt die Zeche August I in Spradow bei Bünde die Erlaubnis für den Betrieb. Besitzer war Eduard Blume, Doktor der Zahnmedizin. Der Betrieb endete 1867. Weitere Schürfstellen waren „Mathilde“ und „Bonifacius“. Der Eisengehalt lag zwischen 20 und 57,3 Prozent. Spuren des Abbaus liegen heute nicht mehr vor.